# إريك ماكميلان
إريك ماكميلان (بالإنجليزية: Erik McMillan)‏ هو لاعب كرة قدم أمريكية أمريكي، ولد في 3 مايو 1965 في سانت لويس في الولايات المتحدة.

## وصلات خارجية
- إريك ماكميلان على موقع مرجع كرة القدم المحترفة.كوم (الإنجليزية)